# Zoe Rahman
Zoe Rahman (Chichester, Sussex Occidental; 20 de enero de 1971) es una compositora y pianista de jazz británica.

## Infancia y estudios
Rahman nació y se crio en Chichester, Sussex Occidental, Reino Unido, de padre bengalí, Mizan Rahman, y madre angloirlandesa. Su madre era doctora y creció en Nueva Zelanda. Rahman describe su infancia como "completamente inglesa" y se ha descrito a sí misma como culturalmente "muy inglesa". La familia de su padre es de Daca. Su abuela materna es de Irlanda.
Empezó a estudiar piano cuando tenía unos cuatro años. Su familia tenía un piano que sus padres habían comprado por 10 libras y la hermana mayor de Rahman empezó a estudiar música; luego ella y todos sus hermanos siguieron sus pasos. Rahman comenzó a escuchar jazz cuando era adolescente, recibió clases con varios profesores y encontró oportunidades para tocar con otros músicos.
Estudió piano clásico en la Royal Academy of Music, se licenció en música en St Hugh's College, Universidad de Oxford, y ganó una beca para estudiar interpretación de jazz en Berklee College of Music en Boston, donde tomó lecciones con la pianista Joanne Brackeen. Mientras estuvo viviendo en Estados Unidos, formó su propio trío, que incluía al bajista Joshua Davis y al baterista Bob Moses.
En 2002, su padre fue hospitalizado y ella transfirió algunas de sus cintas de casete de música bengalí de los años 50 a CD para que él las escuchara mientras se recuperaba. Rahman quedó intrigada por los sonidos de ese tipo de música y los viajes posteriores a Bangladés le permitieron aprender sobre su experiencia a través de la música.

## Carrera

### Apariciones en radio y televisión
Trabajó en programas de radio y televisión como Jazz Crusade de Courtney Pine en BBC Radio 2, Woman's Hour de BBC Radio 4, Now's the Time de BBC London, The Selector de Andrea Oliver, Northern Broadcasting Internet. Radio, Resonance FM y serie Jazz de Julian Joseph para Meridian Television. Actuó en vivo en el Servicio Mundial de la BBC y en In Tune de BBC Radio 3.

### Grabación y actuaciones
En 2001, se lanzó su álbum debut The Cynic. En julio de 2006, se lanzó su segundo álbum Melting Pot. Melting Pot fue nominado al Álbum del Año del Premio Mercury y ganó el Álbum de Jazz del Año en los Premios Parlamentarios de Jazz en 2006. En septiembre de 2008, se lanzó su tercer álbum Where Rivers Meet. En mayo de 2009, se lanzó su cuarto álbum Zoe Rahman Trio: Live.  En enero de 2012, se lanzó su quinto álbum Kindred Spirits. Kindred Spirits ganó el premio a la Mejor Actuación de Jazz en los Premios MOBO 2012.
En julio de 2013, se lanzó su álbum Unison. El primer álbum de piano solo de Rahman, Dreamland, fue grabado en 2015 y lanzado por Manushi.

### Composiciones
En 2020, Rahman compuso la partitura para piano para la gira de la producción The Strange Tale of Charlie Chaplin and Stan Laurel. 

### Giras
Rahman realizó giras por el Reino Unido e internacionalmente, incluido el Festival de Jazz del Mar del Norte, el Festival de Jazz de Molde, el Festival de Jazz de Palermo, el Festival Cultural Europeo de Argelia, el Festival de Jazz de Cork, el Festival Nargen de Estonia, el Festival de Jazz de Barbados y el Festival Internacional de Jazz de Rochester.
De 2009 a 2012, realizó una gira con The Spatial AKA Orchestra de Jerry Dammers. También trabajó con bandas lideradas por el bajista Danny Thompson, explorando el legado del compositor Nick Drake; la cantante Martha Wainwright; y la saxofonista Courtney Pine.

## Premios y nominaciones
| Año  | Obra            | Premio                         | Categoría                    | Resultado |
| ---- | --------------- | ------------------------------ | ---------------------------- | --------- |
| 1999 |                 | Premio Perrier Joven Jazz      | Joven músico de jazz del año | Ganadora  |
| 2006 | Melting Pot     | Premios parlamentarios de jazz | Álbum de jazz del año        | Ganadora  |
| 2012 | Kindred Spirits | Premios MOBO                   | Mejor acto de jazz           | Ganadora  |

## Discografía
Un asterisco (*) indica que el año es el de lanzamiento.

### Como líder/colíder
| Año de grabación | Título                       | Notas |
| ---------------- | ---------------------------- | --- |
| 2001*            | El cínico                    | Trío, con Jeremy Brown (bajo), Winston Clifford (batería) |
| 2006*            | Crisol                       | Trío, la mayoría de las pistas con Oli Hayhurst (bajo), Gene Calderazzo (batería); una pista con Jeremy Brown (bajo), Pat Illingworth (batería); una pista con Idris Rahman (clarinete), Adriano Adewale Itaúna (udu)                                                      |
| 2007             | Trío Zoe Rahman: En vivo     | Trío de la mayoría de las pistas, con Oli Hayhurst (bajo), Gene Calderazzo (batería); cuarteto de dos pistas, con la adición de Idris Rahman (clarinete); en concierto; lanzado 2009                                                                                       |
| 2007             | Donde se encuentran los ríos | Codirigido con Idris Rahman (clarinete); la mayoría de los temas también con Samy Bishai (violín), Oli Hayhurst (bajo), Gene Calderazzo (batería), Kuljit Bhamra (tabla); se agregaron algunas pistas con Arnob, Gaurob, Joseph Aquilina, Mizan Rahman (voz); lanzado 2008 |
| 2011             | Espíritus afines             | Trío de algunos temas, con Oli Hayhurst (bajo), Gene Calderazzo (batería); algunas pistas son cuarteto, con Idris Rahman (clarinete, clarinete bajo) o Courtney Pine (flauta contralto); lanzado 2012                                                                      |
| 2013*            | Unísono                      | Dúo, codirigido con George Mraz (bajo) |
| 2015             | País de los sueños           | piano solo |
| 2023             | Color del sonido             | Banda de ocho integrantes, que incluye a Idris Rahman, Gene Caldarazzo (batería), Alec Dankworth (bajo), Alex Ridout (trompeta), Rosie Turton (trombón), Rowland Sutherland (flauta) y Byron Wallen (trompeta)                                                             |